# Territ gorja-roig
El territ gorja-roig (Calidris ruficollis) és una espècie d'ocell de la família dels escolopàcids (Scolopacidae) que en estiu habita zones pantanoses o de tundra del nord-est de Sibèria i nord i est d'Alaska, i en hivern platges i aiguamolls des del Sud-est asiàtic i Filipines fins a Austràlia i Tasmània.